# NGC 3096
NGC 3096 ist eine Linsenförmige Galaxie vom Hubble-Typ SB0 im Sternbild Hydra südlich der Ekliptik. Sie ist schätzungsweise 180 Millionen Lichtjahre von der Milchstraße entfernt und hat einen Durchmesser von etwa 55.000 Lichtjahren. Die Galaxie ist Mitglied der Hickson Compact Group HCG 42.
Im selben Himmelsareal befinden sich u. a. die Galaxien NGC 3072, NGC 3085, NGC 3091.
Das Objekt wurde am 23. März 1835 von dem Astronomen John Herschel mit einem 48-cm-Teleskop entdeckt.